# Äsung

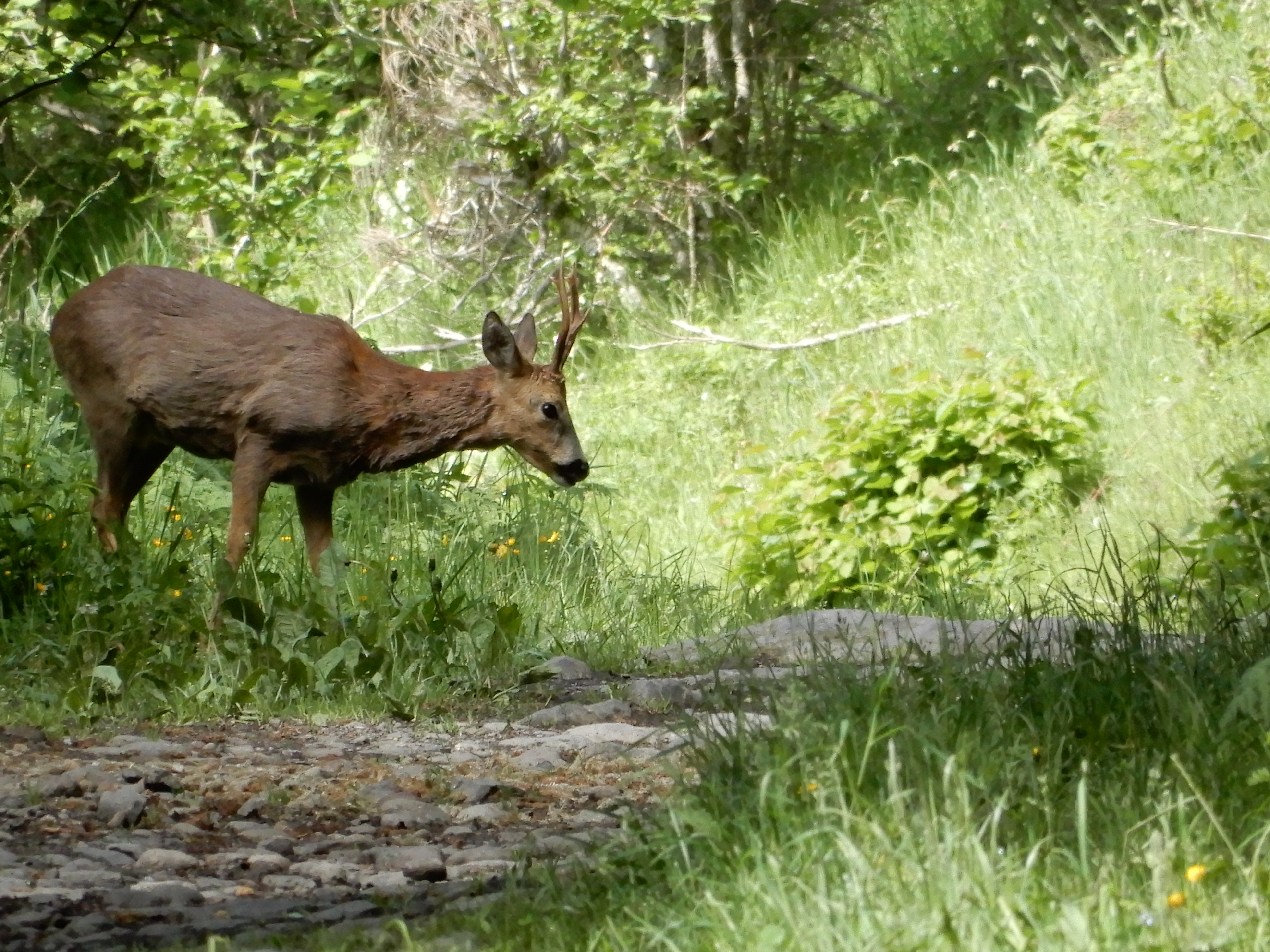
Gräser und Kräuter als natürliche Äsung für einen Rehbock

Äsung bezeichnet in der Jägersprache die Nahrung des Wildes, insbesondere die Nahrung von Schalenwild wie Rehen, Damhirschen, Sikahirschen und Rotwild.

## Bedeutung
Schwarzwild äst nicht, sondern wühlt/bricht. Auch Hasen, Kaninchen, Murmeltiere und Pflanzen fressendes Federwild äsen. Wenn aufgrund von Nahrungsmangel keine Gräser und Kräuter mehr zu finden sind, werden  Baumknospen, und von den Hirschen auch Baumrinden gefressen. Dadurch kommt es zu Schälung und Verbiss und ein wirtschaftlich betriebener Wald erleidet Schaden. Ein naturbelassener Wald mit natürlichem Wildbestand wird hierdurch auf natürliche Weise ausgedünnt und geformt. Bei durch Hege und fehlende Prädatoren überhöhtem Wildbestand dagegen wird die Naturverjüngung unterdrückt und die Forstwirtschaft benötigt kostenintensive Schutzmaßnahmen wie Einzäunung oder Schutzhüllen von nachgepflanzten Bäumen.
Äsen ist der Vorgang der Nahrungsaufnahme. Das Verb ist abgeleitet vom Substantiv  Aas, dazu aasen, mit der alten Bedeutung von Speise oder Futter.